# かんむり座R星
かんむり座R星（かんむりざアールせい）は、太陽系から見てかんむり座の方向約4,300光年の距離にある爆発型変光星で、かんむり座R型変光星の代表星として知られる。学名はR Coronae Borealis（略称はR CrB）。1795年にエドワード・ピゴットにより発見された。

## 物理的性質
5.71等から14.8等の間を不規則に変光する。スペクトル型は G0Iep の黄色超巨星である。この型の星のスペクトルの特徴は炭素の吸収線が強く、水素の吸収線が非常に弱いことである。これは星の大気に水素が欠乏し、炭素が過剰になっていることを示している。
このタイプの星は通常はほぼ一定光度で輝いている（ごくわずかに脈動するものもある）が時々数等級ほど暗くなる。この変光は、恒星大気中の炭素が大気上層部に達すると冷却されて無数の炭素塵となり、その密度が濃く不透明になって恒星の光を覆い隠すことによって起こるものと考えられている。やがて下降した炭素塵は再び恒星の放射熱で蒸発し、光度が回復する。

## R星の導入法
R星はα星とι星の間に位置する。かんむり座はうしかい座とヘルクレス座の間にあり、うしかい座の最輝星アークトゥルス（0等星）から容易に見つけられる。かんむり座は分かりやすい形をしているが、最輝星のα星を除けば暗い星ばかりなので、都市部では肉眼で見つけるのは難しく、双眼鏡で探すと見つけやすい。